# The Native Orchids of Florida
The Native Orchids of Florida (abreviado Native Orch. Florida) es un libro ilustrado con descripciones botánicas. Fue escrito por el botánico estadounidense, Carlyle A. Luer y publicado en el año 1972.